# Bảo tàng Vũ khí Toàn cầu
Bảo tàng Vũ khí Toàn cầu (tiếng Anh: Museum of Worldwide Arms), tên chính thức là Bảo tàng Vũ khí Toàn cầu Robert Taylor (Robert Taylor Museum of Worldwide Arms), là bảo tàng lịch sử và trang bị quân sự thành lập vào năm 2016 tại thành phố Vũng Tàu thuộc tỉnh Bà Rịa-Vũng Tàu, Việt Nam. Bảo tàng này thuộc sở hữu tư nhân lưu trữ một số lượng lớn vũ khí, đồng phục và hiện vật lịch sử khác.
Bảo tàng do một công dân Anh tên là Robert Taylor vốn tích lũy cả một bộ sưu tập hiện vật quân sự tư nhân ở Vương quốc Anh lập nên. Taylor đã kết hôn với một người Việt Nam và sống ở Vũng Tàu từ đầu thập niên 2000. Nỗ lực thành lập bảo tàng của ông được chính quyền địa phương hỗ trợ tận tình bởi vì họ coi bảo tàng này là một cách nhằm tăng cường du lịch cho thành phố Vũng Tàu. Bảo tàng được cấp giấy phép vào năm 2011 và chính thức mở cửa đón khách vào năm 2016.
Bộ sưu tập của bảo tàng này chứa hàng nghìn đồ vật, bao gồm vũ khí, quân phục và đồ dùng quân sự riêng khác. Đây là bảo tàng vũ khí tư nhân lớn nhất Việt Nam.